# Клан Шоу
Шоу — один из кланов горной части Шотландии. Входит в Хаттанскую конфедерацию кланов.

## История

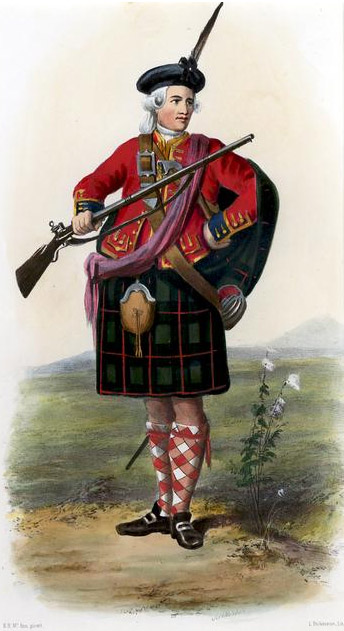
Представитель клана Шоу. Иллюстрация Роберта Рональда Макиэна к книге «Горные кланы Шотландии» (1845).

Шоу и Макинтоши родственны друг другу: их родоначальником является принц Шоу Макдуф.
Шоу Макдуф был хранителем Инвернесского замка, который был стратегическим королевским замком, Малкольма IV из Шотландии.
Его наследники были известны как Mhic anToiseach, что означает сыновей Тана, и они поддерживали королевское правительство, укрепляя свою власть вокруг Инвернесса. Внук Шоу, Шоу Маквиллиам, в 1263 году приобрел земли в Ротимурче.
Его сыном был Фаркухард, который из-за проблем со своими могущественными соседями, кланом Комин, заключил союз с кланом Дональдом, женившись на Море, дочери Аонхаса Мора, лорда Айла.
Сыном Фаркухарда был Ангус Макинтош, 6-й глава клана Макинтош, который женился на Еве, дочери главы клана Хаттан (Конфедерация Хаттан). Второй сын Евы, Джон-Ангус, был первым вождем клана Шоу.
Шоу, уже в составе Хаттанской конфедерации, помогали Роберту I Брюсу в войне за независимость Шотландии; они отличились в битве при Бэннокберне.